# کلروویانتس
کلروویانتس (انگلیسی: The Clairvoyants؛ یک گروه دو نفرهٔ شعبده‌بازی، تردستی و منتالیسم اهل اتریش است. این دو فعالیت خود را از سال ۲۰۱۱ آغاز کرده‌اند. آنان در فصل یازدهم امریکاز گات تلنت، مقام دوم را پس از گریس فاندروال کسب کردند.